# Ökologische Durchgängigkeit

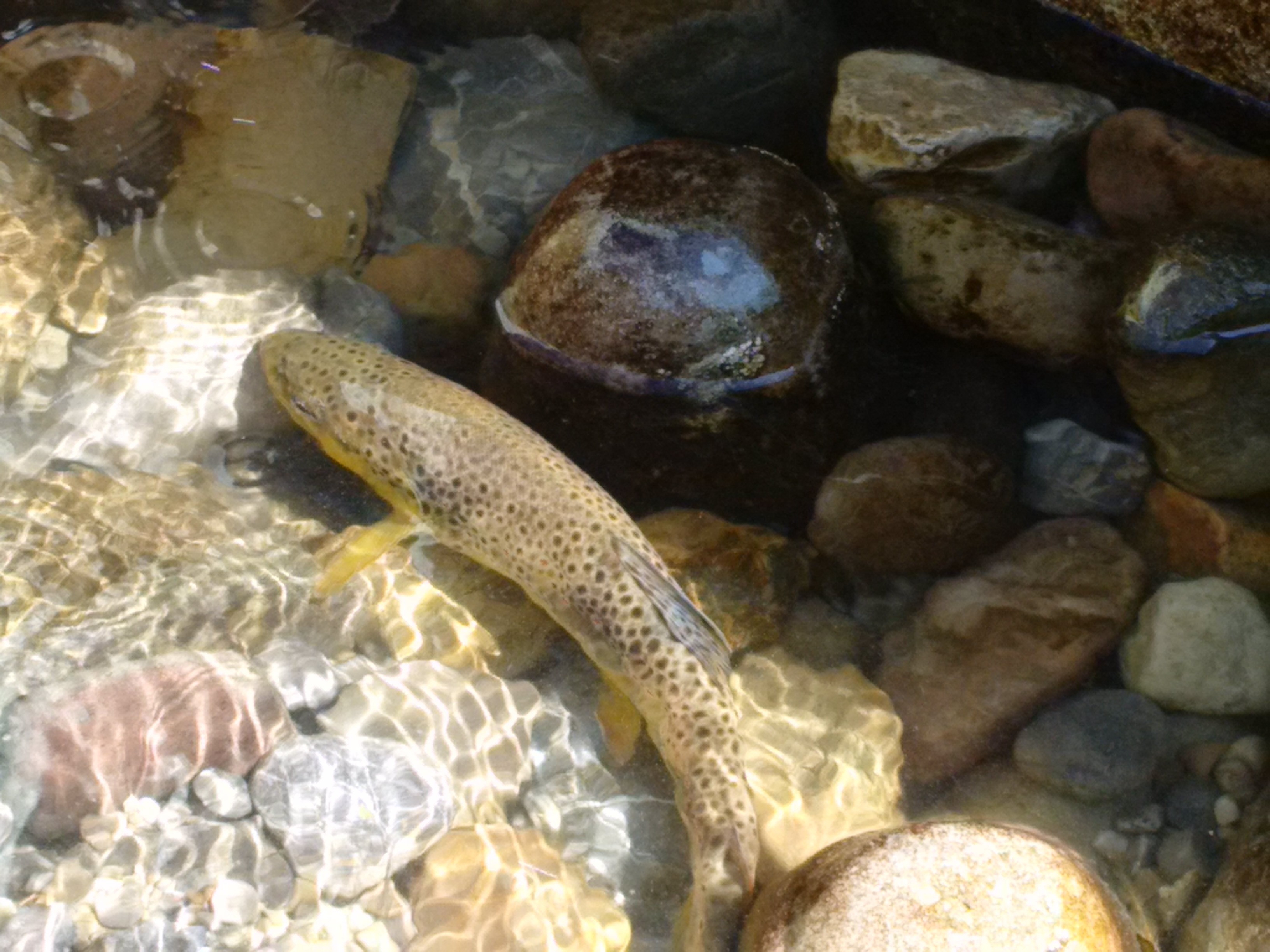
Bachforelle

Die Herstellung oder Verbesserung der ökologischen Durchgängigkeit von Fließgewässern ist eine der verbindlichen Zielvorgaben für alle Mitgliedstaaten der Europäischen Union, die mit der Verabschiedung der Europäischen Wasserrahmenrichtlinie (WRRL) im Jahr 2000 geschaffen wurden. Die auch als lineare Durchgängigkeit bezeichnete Eigenschaft soll die möglichst ungehinderte Wanderung von Fischen und wirbellosen Kleinlebewesen stromauf und stromab zwischen ihren Nahrungs-, Laich- und Rückzugslebensräumen gewährleisten. Als Umweltziel ist damit die Erreichung eines „guten ökologischen Zustands“ der Gewässer definiert, der vom Menschen nur gering beeinflusst ist.

## Hintergrund

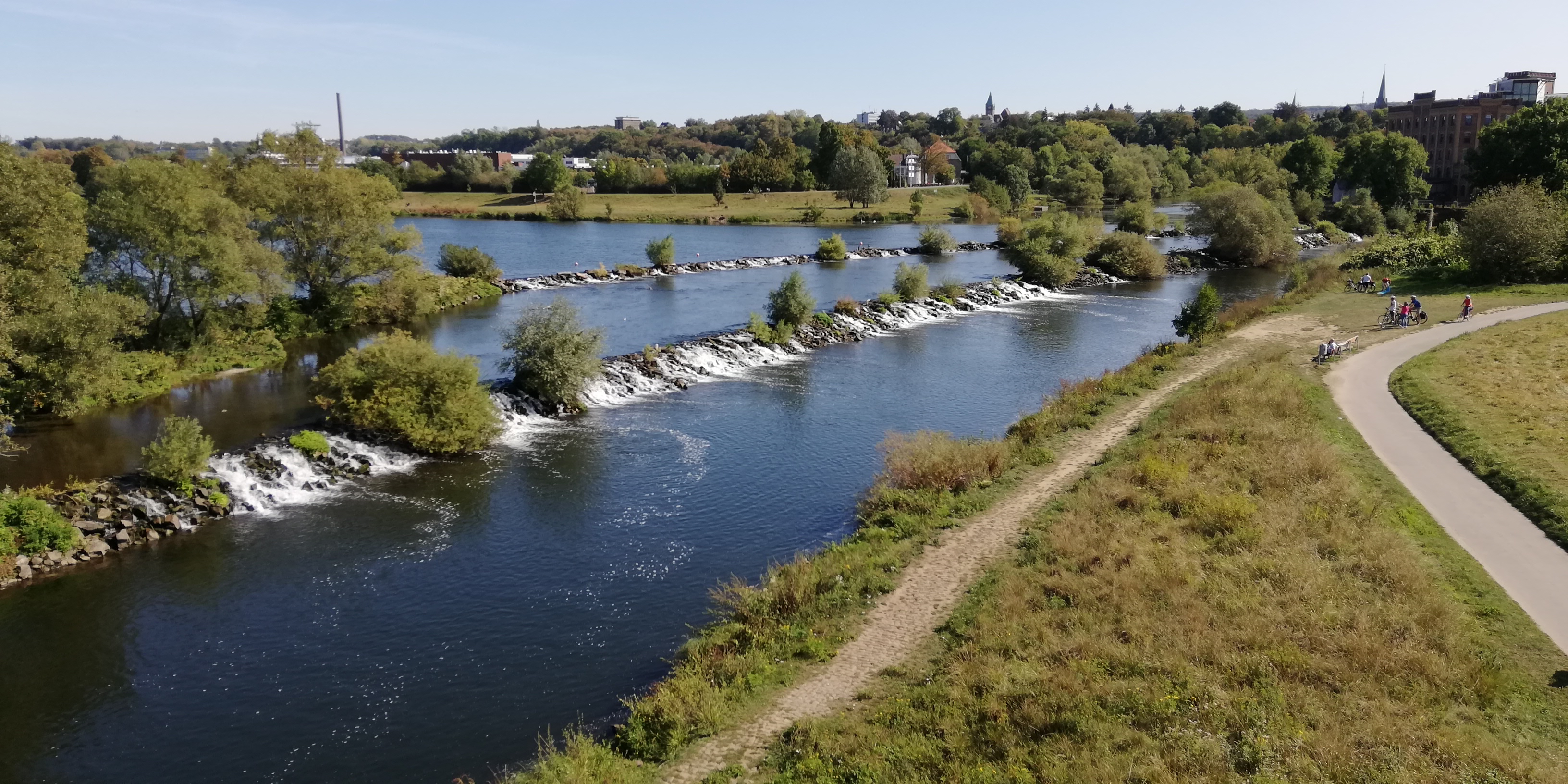
Querbauwerk der Ruhr bei Hattingen – keine Durchgängigkeit für Fische

Von Natur aus bilden alle Fließgewässer einen miteinander vernetzten Lebensraum, der wie kaum ein anderer eine vielfältige und artenreiche Besiedlung durch Pflanzen und Tiere besitzt. In diesem Lebensraum führen aquatische Organismen Wanderungen über zum Teil große Distanzen durch. Diese Ortsbewegungen von Fischen und Kleinlebewesen sind nicht rein zufällig, sondern folgen ihren biologischen Bedürfnissen. Dabei erfolgt nicht nur eine Längsbewegung stromauf und stromab, sondern auch eine seitliche (laterale) Bewegung als Austausch zwischen den fließenden und stehenden Gewässern in der Flussaue. Für die Vernetzung, Ausbreitung und Wiederansiedlung aquatischer Lebensgemeinschaften hat die lineare und laterale Durchgängigkeit eine außerordentliche Bedeutung.
Die menschlichen Eingriffe in den Lebensraum Fließgewässer haben seine Struktur und damit die Gewässerökologie stark verändert. Verrohrungen, kanalisierte Fließgewässerstrecken oder enge Durchlässe wirken als Wanderhindernisse, denn Fische und andere wandernde Organismen vermeiden glatte Betonsohlen und hohe Strömungsgeschwindigkeiten. Hinzu kommt eine Vielzahl an künstlich eingebrachten Querbauwerken, wie zum Beispiel Sohlenschwellen, Abstürze, Wehre, Stauanlagen und Wasserkraftanlagen. Sie zerschneiden die Gewässer und beeinflussen die natürlichen Strömungsverhältnisse und damit auch die Sohl- und Uferstruktur des Gewässers. Die Wandermöglichkeiten für Fische und andere wassergebundene Organismen werden dadurch zumindest stark eingeschränkt und die überlebenswichtigen Habitate sind für sie nicht mehr erreichbar. Dies hat einen negativen Einfluss auf die Bestandsentwicklung und den Artenreichtum der Gewässerorganismen.

## Maßnahmen

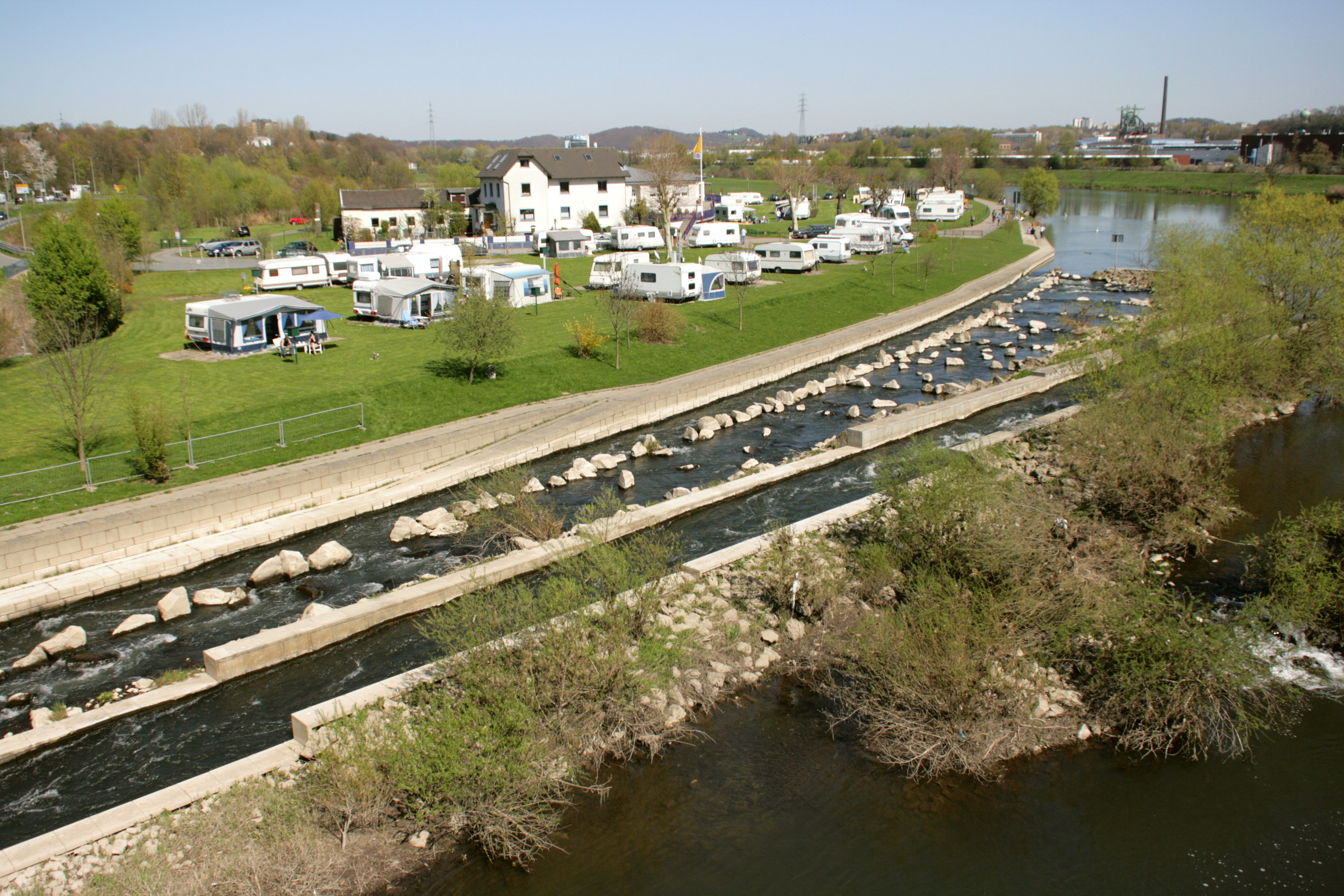
Sanierung der Durchgängigkeit am Ruhrwehr in Hattingen

Der von der WRRL geforderte „gute ökologische Zustand“ kann ohne die Wiederherstellung der Durchgängigkeit nicht erreicht werden. Als Maßnahmen und Methoden einer Sanierung stehen zur Verfügung:
- Renaturierung und Wiederherstellung eines natürlichen Gewässerbetts
- vollständiger oder teilweiser Rückbau von Querbauwerken
- Wiederherstellung der flussaufwärts und flussabwärts gerichteten Durchgängigkeit
- Schutzmaßnahmen abwandernder Fische an Wasserkraftanlagen und Entnahmebauwerken
- Verfahren zur Festlegung des Mindestabflusses in Ausleitungsstrecken von Wasserkraftanlagen[5]

Durch Renaturierungen kann der ökologische Zustand und die Attraktivität der Gewässer verbessert werden, denn dynamische Gewässer gestalten sich selbst, wenn man ihnen Entwicklungsraum gibt. Schon kleinere Maßnahmen wie das Öffnen von Verrohrungen, das Aufweiten von Durchlässen oder das Anlegen von Furten und das Herstellen relativ naturnaher Sohl- und Uferstrukturen bewirken eine Verbesserung des ökologischen Zustands.
Ein vollständiger Rückbau der Querbauwerke wird in der heutigen Gesellschaftsform mit vielfältiger Nutzung der Gewässer nur in Einzelfällen möglich sein. Die gestauten Fließgewässer werden beispielsweise zur Energiegewinnung, Trinkwasserversorgung und zum Hochwasserschutz genutzt. Daneben sind die großen Staustufen zu wertvollen Freizeit- und Erholungsgebieten geworden. Daher muss im Einzelfall geprüft werden, wie trotzdem die lineare Durchgängigkeit wieder hergestellt werden kann.
Kleinere Absturzbauwerke haben häufig eine sohlstützende Aufgabe und können nicht einfach aufgegeben werden. Sie sind selbst bei geringen Höhen eine Barriere für Fische, da die meisten Fische gerade 10 Zentimeter Höhe überwinden können. Als Ersatz kann als Wanderhilfe ein natürliches Umgehungsgerinne geschaffen werden, das aber einen erhöhten Flächenbedarf erfordert. Ansonsten muss zu technischen Mittel gegriffen werden wie beispielsweise Raugerinne oder Riegel-Beckenpässe, die aber gegenüber den naturnahen Gerinnen mit ihren Becken kaum naturnahe Habitatelemente aufweisen. Höhere Fallstufen bedürfen eines größeren technischen Eingriffs wie einer Fischtreppe oder eines Fischlifts.
Auch wenn alle aufgezeigten Aufstiegshilfen grundsätzlich auch als Abstiegshilfe genutzt werden könnten ist die Nutzung aufgrund der schweren Auffindbarkeit des Einstiegs aber meist vernachlässigbar.